# 범죄심리학
범죄심리학(犯罪心理學, 영어: criminal psychology)은 범죄를 일으키는 범죄자의 특성과 배경, 환경 요인을 알아내 범죄 예방과 범죄 수사, 또한 범죄자의 갱생에 기여하는 것을 목적으로하는 심리학의 한 분야. 응용심리학의 하나로 분류된다. 범죄 심리학의 연구 영역은 범죄정신의학, 범죄사회학, 형사 정책 등과 겹치는 부분도 많다. 또한 범죄학(범죄생물학)의 한 종류라고 볼 수 있다.

## 같이 보기
- 깨진 유리창 이론
- 범죄자 프로파일링
- 제로 톨러런스(무관용 원칙)
- 방관자 효과(제노비스 신드롬)
- 범죄예방 환경설계(CPTED)
- 티핑 포인트
- 스탠퍼드 감옥 실험(SPE) - 필립 짐바르도
- 밀그램 실험 - 스탠리 밀그램